# Componente Fixa do Sistema de Forças (Exército Português)
A Componente Fixa do Sistema de Forças (CFSF) constitui o conjunto de órgãos e serviços essenciais à organização e apoio geral do Exército Português. A CFSF substituiu a anterior Estrutura Base do Exército (EBE), na sequência da nova Lei Orgânica do Exército de 2009.
A EBE constituía o conjunto das unidades do Exército, espalhadas pelo território, responsáveis pelo aquartelamento, instrução e aprontamento das unidades operacionais que constituíam a Força Operacional Permanente do Exército (Componente Operacional do Sistema de Forças, a partir de 2009). A EBE foi estabelecida pela Lei Orgânica do Exército de 2006, correspondendo ao que, antes, era a Organização Territorial do Exército, ou seja, sua a rede de bases e quartéis. 
As unidades da EBE (antigas unidades territoriais) correspondiam, normalmente, a aquartelamentos onde estão estacionadas uma ou mais unidades operacionais. Por tradição, a maioria das unidades da EBE, são denominadas "regimentos", estando associadas a uma arma ou serviço. No entanto, outras são denominadas "centros", "unidades", "escolas", "quartéis", etc. As unidades da EBE que constituem os principais centros de instrução das armas e serviços são denominadas "escolas práticas". 
A Estrutura Base do Exército não constituía um comando unificado, estando as suas diversas unidades, dependentes dos vários comandos do Exército: Comando Operacional, Comando da Logística e Comando da Instrução e Doutrina